# Zanzibar
Zanzibar (pron. [ˈʣanʣibar], tradizionalmente [ʣanʣiˈbar]) è una regione semi-autonoma della Tanzania, geograficamente corrispondente all'arcipelago omonimo, composto da due isole principali, Unguja e Pemba, e numerose isole minori. Zanzibar e la parte continentale della Tanzania (allora chiamata Tanganica) si unirono solo nel 1964, poco tempo dopo la rivoluzione di Zanzibar. In precedenza, Zanzibar era un soggetto politico distinto: prima un sultanato, poi un protettorato britannico e infine, brevemente, una monarchia costituzionale.
Il nome Zanzibar (زنگبار) deriva molto probabilmente dal persiano zanj, con cui i persiani indicavano gli africani: zang-i bar significherebbe "Terra dei neri". Viene talvolta proposta un'altra etimologia, dall'arabo zanjabīl, che significa "zenzero", una delle spezie commerciate dallo Zanzibar, ma si tratta probabilmente di una paraetimologia fondata sulla sola base dell'assonanza.
Zanzibar, a causa dell'influenza congiunta araba, persiana e bantu, e dell'attività commerciale che lo ha legato al mondo islamico e persino all'India e alla Cina, è uno dei luoghi più rappresentativi della cultura swahili, la cui lingua fu a lungo predominante negli scambi commerciali fra Asia e Africa, e  che tuttora svolge il ruolo di lingua franca in gran parte dell'Africa orientale.
Il centro storico della capitale di Zanzibar, Stone Town, ricco di testimonianze architettoniche e storiche, è stato dichiarato patrimonio dell'umanità UNESCO. Zanzibar fu anche il mercato principale del commercio di schiavi dell'Africa orientale, nonché di quello delle spezie e ancora oggi una parte significativa della sua economia si basa sulla produzione di chiodi di garofano, noce moscata, cannella, pepe e zenzero. Negli ultimi decenni il settore turistico, che sfrutta il patrimonio naturale, paesaggistico e culturale dell'isola, ha conosciuto un continuo e rapido sviluppo.

## Geografia

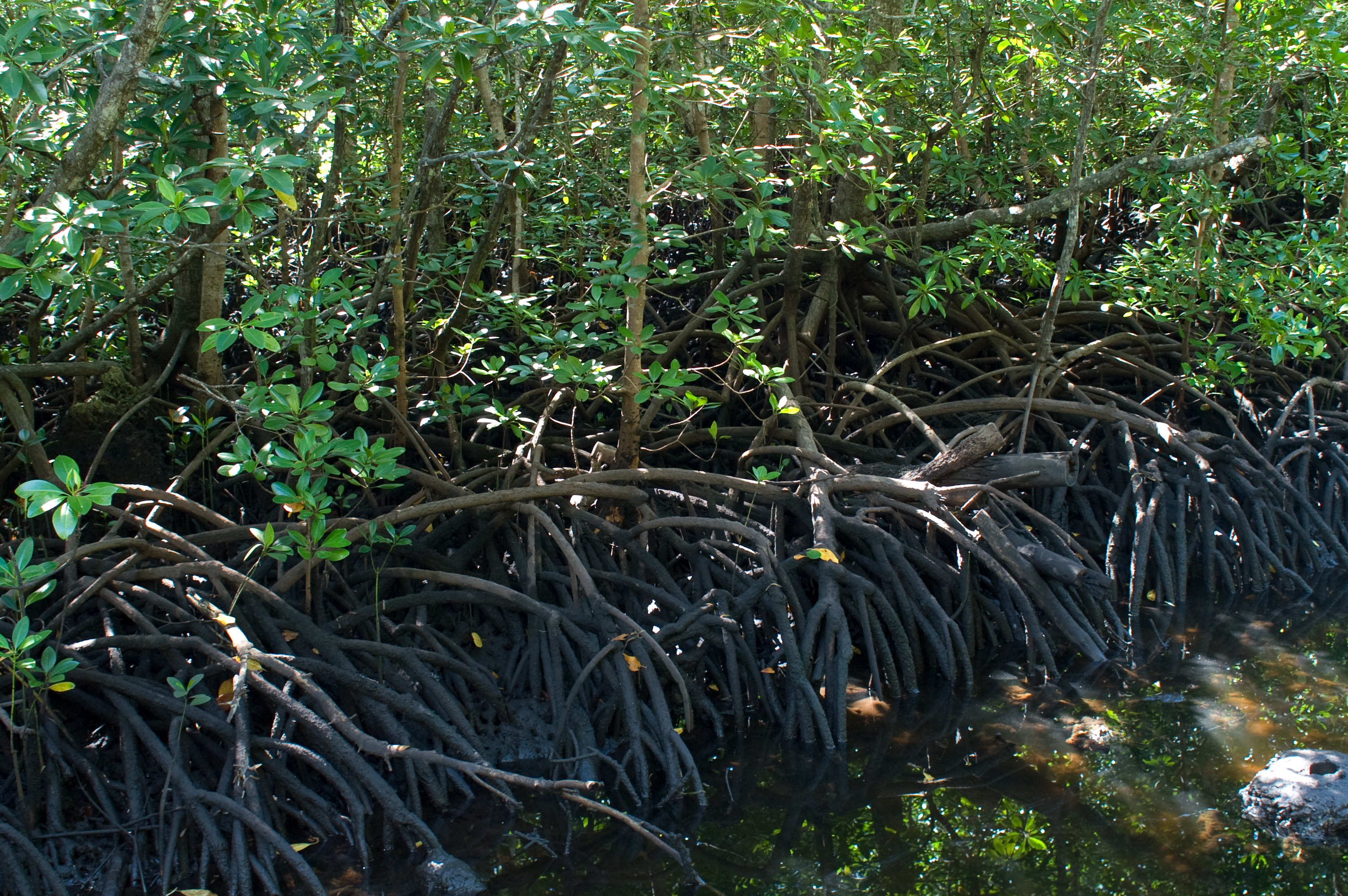
La foresta di mangrovie di Jozani, Unguja

Il territorio di Zanzibar è un arcipelago situato nell'Oceano Indiano, di fronte alla costa orientale della Tanzania, pochi gradi a sud dell'equatore. È costituito da due isole principali, Unguja (o semplicemente "Isola di Zanzibar") a sud, e Pemba a nord, e da oltre quaranta isole minori, tutte considerevolmente più piccole, alcune delle quali disabitate.
La distanza minima fra l'arcipelago e la costa continentale è di circa 40 km e si ha nel Canale di Zanzibar, lo stretto che separa Unguja dall'entroterra. Più ampio è invece il braccio di mare che separa Pemba dalla costa (Canale di Pemba). La distanza fra Unguja e Pemba è di circa 50 km. Le isole minori dell'arcipelago (la più grande delle quali è Tumbatu), sono distribuite intorno ad entrambe le isole principali.
Le isole dell'arcipelago sono generalmente collinose, senza grandi rilievi; un tempo coperte da foresta pluviale, nel corso dei secoli sono state quasi completamente disboscate per creare terreno agricolo. Tratti di foresta originaria di dimensioni significative si trovano solo nelle tre aree naturali protette principali: la foresta di Jozani a Unguja e le foreste di Ngezi e Msitu Mkuu a Pemba.
Data la posizione quasi equatoriale, il clima dell'arcipelago è nettamente tropicale, con temperature elevate tutto l'anno e due stagioni delle piogge, rispettivamente fra marzo e giugno (la maggiore) e fra ottobre e dicembre-gennaio (la minore).

## Storia

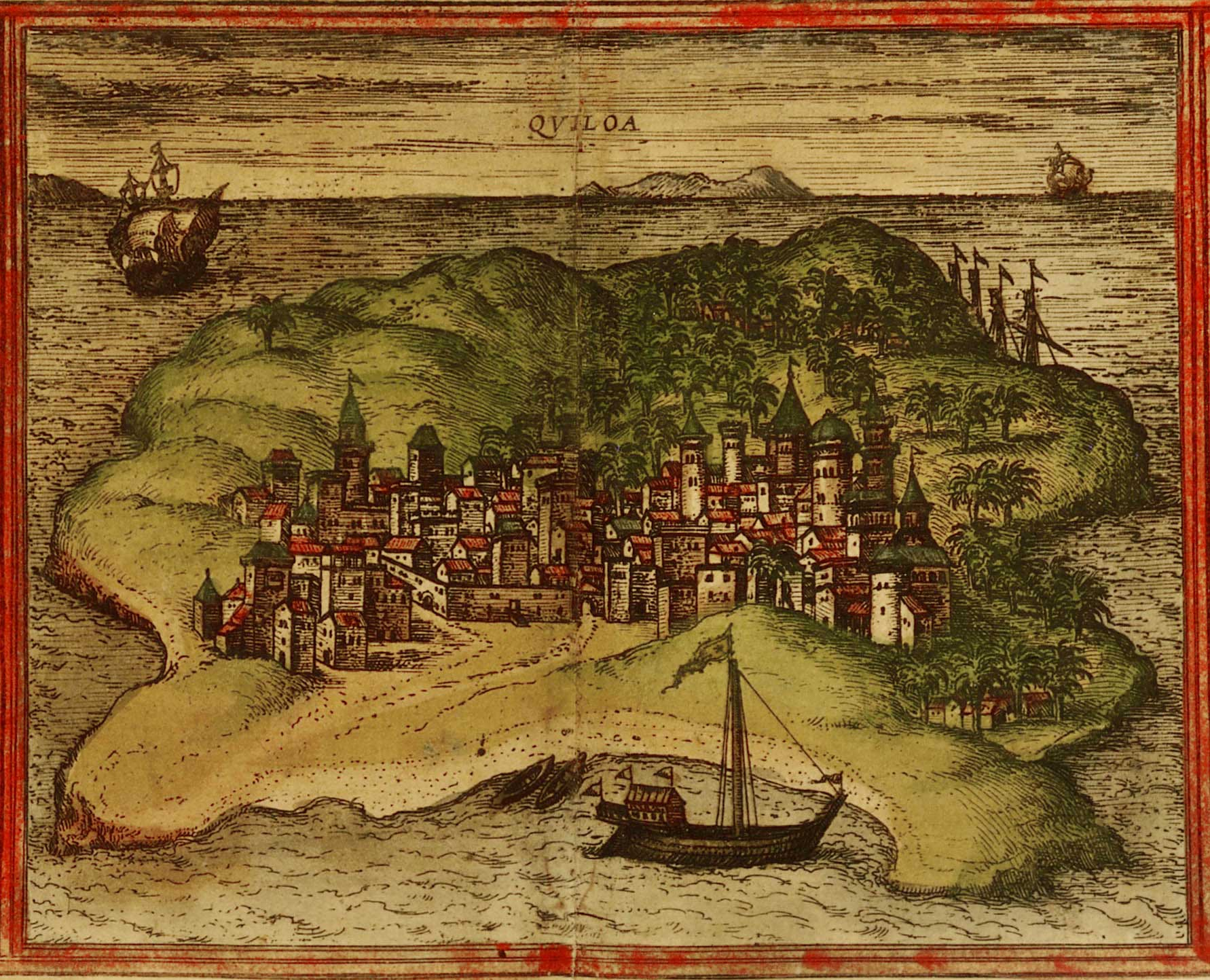
Kilwa, una delle più importanti città-stato arabe del periodo shirazi, in una illustrazione del 1572 (Civitates orbis terrarum vol. I, di Georg Braun e Franz Hogenberg)

L'arcipelago, e soprattutto l'isola di Unguja, fu abitato dai primi secoli dell'era volgare da popolazioni bantu provenienti dalla costa dell'Africa orientale. Intorno alla metà del I millennio queste popolazioni erano organizzate in comunità agricole e, come le loro controparti sul continente, conoscevano la lavorazione del ferro; la loro organizzazione sociale restò però al livello di villaggi e di clan, e non diedero mai origine a unità politiche più strutturate.
Intorno alla fine del I millennio tutta l'Africa orientale fu teatro di una rapida espansione commerciale araba e persiana. Le coste degli odierni Tanzania e Kenya, e la stessa Zanzibar, divennero terminali di una vasta rete commerciale le cui rotte giungevano, attraverso l'Oceano Indiano, fino all'India e alla Cina. Nel cosiddetto periodo shirazi (dalla regione persiana di Shiraz), persiani e arabi iniziarono a creare insediamenti stabili nella zona, che gradualmente assunsero le connotazioni di città-stato. Contemporaneamente, i colonizzatori si mischiarono con le popolazioni native bantu, dando origine alla cultura swahili, in cui si fondono tratti africani, mediorientali, persiani e di altre provenienze asiatiche. La lingua swahili mostra chiaramente questa origine, essendo caratterizzata da una struttura grammaticale marcatamente bantu e da un vocabolario ricco di termini di derivazione araba.
Alla fine del XV secolo, l'arrivo dei Portoghesi (che avevano doppiato il Capo di Buona Speranza riuscendo, primi fra gli europei, ad approdare in Africa orientale) inserì la civiltà swahili in una nuova rete mercantile: i Portoghesi, forti di una netta superiorità tecnologica, occuparono le città costiere dell'Africa orientale, trasformandole in punti d'appoggio della Rotta delle spezie, con l'intento di subentrare ad arabi e persiani nel controllo degli scambi commerciali fra l'Africa e l'Asia.. Per effetto dell'azione portoghese, il sistema commerciale che gli arabi avevano costruito collassò e l'area swahili si sottrasse progressivamente all'influenza araba.

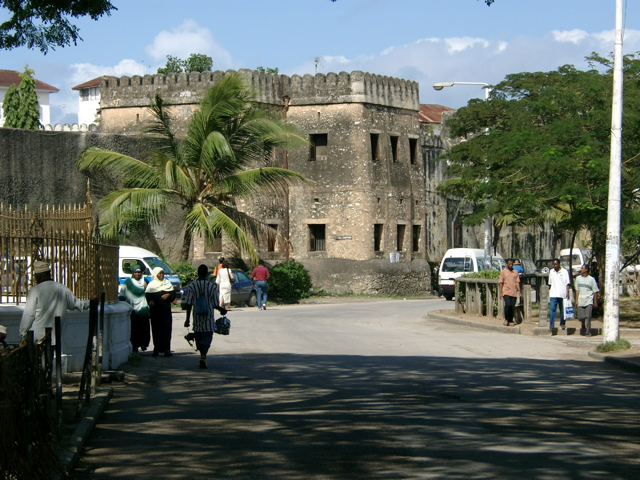
Il forte arabo di Stone Town fu costruito dagli omaniti e servì a controllare la città

Alla fine del XVII secolo, il sultanato di Oman iniziò a espandersi in Africa orientale, sostituendosi gradualmente ai portoghesi. Zanzibar divenne parte del sultanato nel 1698 e sotto il dominio omanita tornò ad acquistare un importante ruolo commerciale, in particolare relativamente al traffico di avorio, spezie e soprattutto di schiavi. I più ricchi e potenti mercanti di schiavi zanzibari, come Tippu Tip, disponevano di veri e propri eserciti e controllavano militarmente buona parte dell'entroterra, sino alla regione dei Grandi laghi. L'importanza dell'isola divenne tale che nel 1840 la capitale del sultanato fu spostata da Mascate all'odierna Stone Town. Nel 1861, in seguito a una lotta di successione interna alla dinastia regnante, Zanzibar e Oman si divisero, il che portò alla nascita del sultanato di Zanzibar.
Mentre il sultanato prosperava grazie alle piantagioni di chiodi di garofono e alla tratta degli schiavi, il Regno Unito e la Germania iniziarono a intensificare la propria presenza nell'area e la stessa Zanzibar fu oggetto di contesa. Il trattato di Heligoland-Zanzibar, sancito nel 1890 fra le due potenze, assegnò agli inglesi il controllo di Zanzibar, che divenne un protettorato britannico. Il sultano di Zanzibar rimase formalmente a capo del protettorato, ma era di fatto sottoposto ai visir (consiglieri) britannici (in seguito chiamati "residenti"). Gli inglesi (che avevano condotto in tutta l'Africa una imponente campagna contro la tratta) imposero al sultano l'abolizione della schiavitù. Un tentativo della dinastia omanita di imporre un sultano non gradito agli inglesi sfociò nella guerra anglo-zanzibariana del 1896, un conflitto ritenuto la più breve guerra della storia: si concluse con la resa del pretendente al trono dopo 45 minuti di bombardamento navale di Zanzibar da parte della marina inglese.

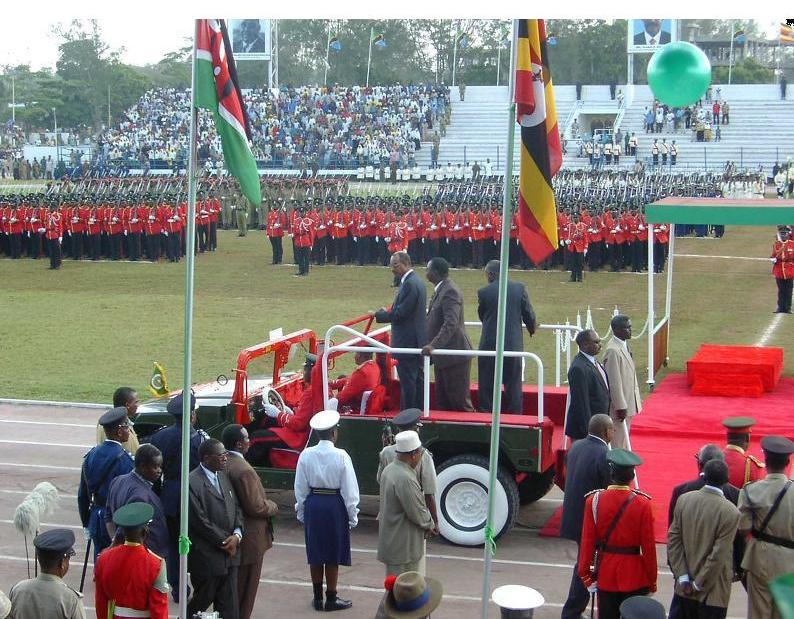
Il presidente Amani Abeid Karume alla cerimonia del quarantesimo anniversario della rivoluzione, nel 2004

Zanzibar rimase sotto il controllo britannico fino al 1963, anno in cui, sotto la spinta del processo di decolonizzazione dell'Africa, il Regno Unito concesse l'indipendenza al sultanato, che divenne per breve tempo una monarchia costituzionale. Il 12 gennaio dell'anno successivo, la rivoluzione di Zanzibar (un altro conflitto breve, conclusosi nel giro di nove ore) pose fine al sultanato e istituì una repubblica di stampo socialista, denominata Repubblica Popolare di Zanzibar e governata dal Partito Afro-Shirazi (Afro-Shirazi Party, ASP). Nello stesso anno, il 26 aprile, l'ASP e il partito di governo del Tanganica (la parte continentale dell'odierna Tanzania), l'Unione Nazionale Africana del Tanganica (Tanganyika African National Union, TANU) fondato da Julius Nyerere, decisero di unire Zanzibar e Tanganica in una nazione unica, che il 29 ottobre prese l'odierno nome di Repubblica Unita della Tanzania. Zanzibar rimase in ogni caso, per molti versi, una realtà distinta dalla Tanzania continentale, sia per la cultura più marcatamente araba, sia perché l'arcipelago (e soprattutto l'isola di Unguja) rimane fra le aree più sviluppate e relativamente ricche del paese.
Negli anni successivi, il rapporto fra il governo centrale della Tanzania e Zanzibar si rivelò a tratti difficile, anche in seguito al permanere nell'arcipelago di consistenti spinte indipendentiste. Anche internamente all'arcipelago, in particolare fra le due isole principali di Unguja e Pemba, si verificarono numerosi attriti, occasionalmente sfociati in scontri violenti.

## Politica
La costituzione della Tanzania cita testualmente Zanzibar come una parte (a part) della Tanzania. È oggetto di dibattito, sia nella politica interna della Tanzania che da un punto di vista di diritto internazionale, se a Zanzibar si possa applicare la definizione di "stato" e di sovranità nazionale, e se quindi la Tanzania sia da considerarsi uno Stato federato, come la denominazione di "Repubblica Unita" potrebbe fare intendere. La posizione ratificata dalla corte costituzionale e confermata dal presidente della Tanzania Jakaya Kikwete in almeno un discorso ufficiale del 2008, è che Zanzibar si debba considerare "uno stato a livello interno, un semi-stato a livello internazionale".
Nel sistema politico della Tanzania, Zanzibar ha un'autonomia amministrativa, con un governo proprio (formalmente chiamato Governo Rivoluzionario di Zanzibar, Revolutionary Government of Zanzibar), un proprio parlamento con mandato quinquennale (suddiviso in due camere, il Consiglio Rivoluzionario di Zanzibar, Revolutionary Council of Zanzibar, e la Casa dei Rappresentanti di Zanzibar, House of Representatives of Zanzibar), un proprio presidente e anche una propria costituzione. Le elezioni per questi organi politici sono a suffragio universale (limitatamente alla popolazione di Zanzibar). Il potere decisionale del governo di Zanzibar è comunque limitato dalla costituzione della Repubblica Unita alle "questioni interne a Zanzibar".
Il partito di governo, che ha vinto sistematicamente tutte le elezioni dalla nascita della Repubblica Unita, è il Chama Cha Mapinduzi (CCM, in swahili "Partito della Rivoluzione"), nato dalla fusione fra l'ASP zanzibari e il TANU del Tanganica. La linea politica del CCM, pur modificata nel tempo, mantiene tutt'oggi l'impostazione datale da mwalimu ("maestro") Julius Nyerere, fondatore del TANU, che rappresenta uno dei più importanti e influenti esempi di socialismo africano.
L'attuale presidente Amani Abeid Karume, figlio del primo presidente e "padre della patria" Abeid Karume, è stato eletto il 29 ottobre 2000. La correttezza di queste elezioni è stata messa in dubbio, e nel gennaio del 2001, durante un periodo di manifestazioni popolari, almeno 27 manifestanti sono stati uccisi dalla polizia.

### Suddivisione amministrativa
Amministrativamente, il territorio di Zanzibar è suddiviso in un insieme di regioni e distretti. Le due isole principali, Unguja/Zanzibar e Pemba, sono suddivise rispettivamente in tre e due regioni (Zanzibar Centro-Sud, Zanzibar Nord, Zanzibar Urbana-Ovest, Pemba Nord e Pemba Sud).

## Popolazione

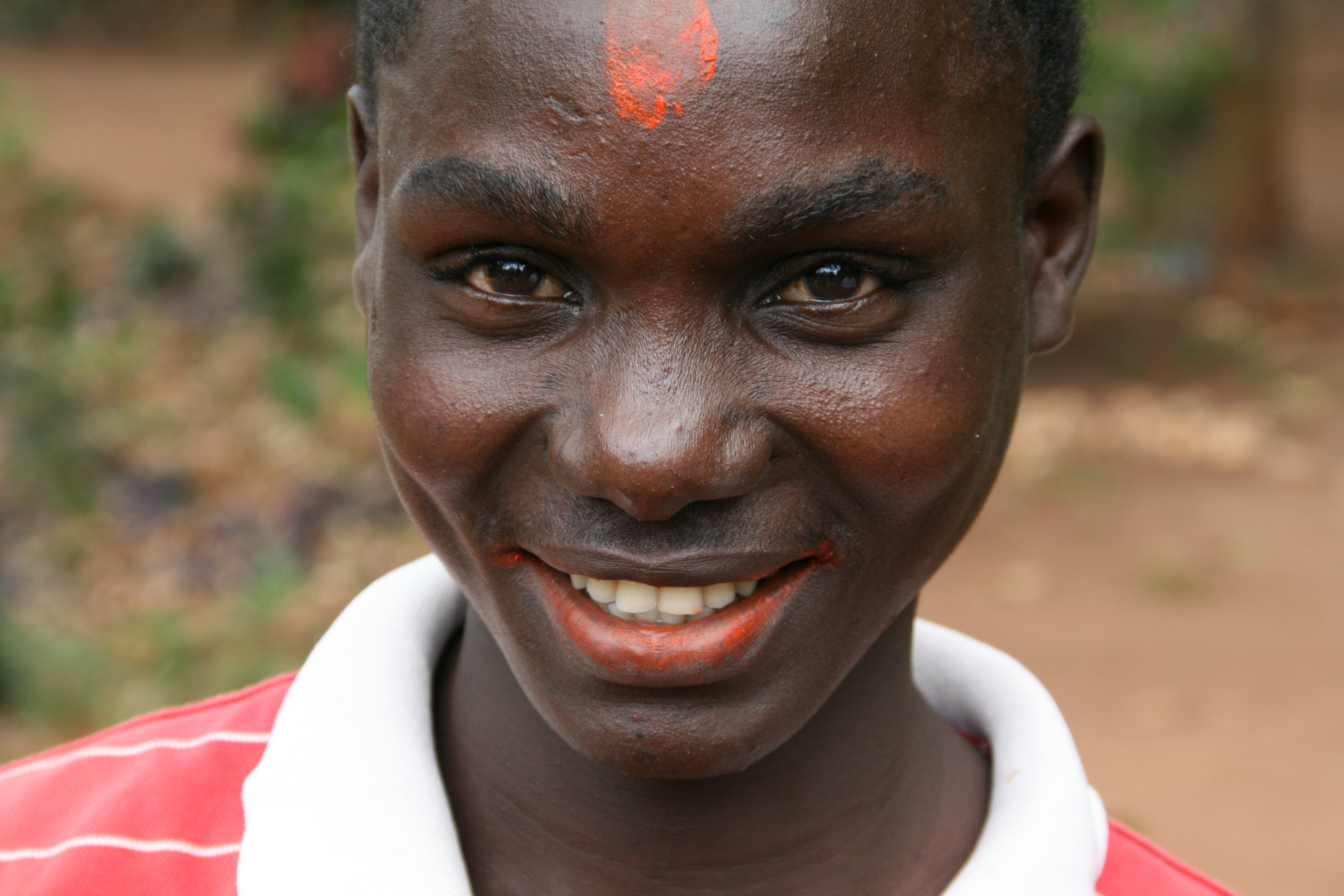
Giovane zanzibari di origine bantu

Al censimento del 2002, la popolazione di Zanzibar risultava essere di 984 625 persone. La maggioranza degli abitanti di Zanzibar è di origine bantu, e il secondo gruppo etnico più rappresentato è quello di origine persiana noto come shirazi. La restante parte della popolazione è principalmente di origine araba o indiana. Questi gruppi etnici non sono comunque distinti in modo netto, poiché i matrimoni interetnici sono tradizionalmente abbastanza comuni.
Circa i due terzi della popolazione di Zanzibar (622.459 nel 2002) vive sull'isola principale di Unguja, soprattutto nella parte occidentale. Il più grande insediamento è la città di Zanzibar, che comprende la città storica di Stone Town e il territorio urbano circostante (205.870 abitanti nel 2002). La seconda città più popolata è Chake Chake, a Pemba (19.283 abitanti nel 2002). Tutti gli altri insediamenti sono considerevolmente più piccoli, e solo alcuni possono definirsi veri e propri centri urbani, seppure di piccole dimensioni (per esempio Chaani, Bambi, Mahonda, Makunduchi in Unguja; Wete e Mkoani in Pemba) o villaggi. La maggior parte della popolazione non urbana vive di pesca o di agricoltura in piccoli agglomerati rurali.
Lo stile di vita medio varia considerevolmente da Unguja a Pemba (e nelle altre isole minori) e fra le aree urbane e quelle rurali. Il reddito medio annuale è di 250 USD, ma gran parte della popolazione vive sotto la soglia di povertà. Nonostante un sistema sanitario e scolastico migliore di quello di molti altri paesi africani, la mortalità infantile è piuttosto elevata (83 su 1000) e un bambino su tre è malnutrito.

### Religione
Circa il 97% della popolazione di Zanzibar è di fede musulmana ibadita; il restante 3% comprende soprattutto cristiani e induisti. La percentuale di induisti era molto maggiore prima della rivoluzione del 1964, che ebbe l'effetto di indurre gran parte della popolazione di origine indiana alla fuga. Nel 1964, durante la ribellione dei Bantu contro il predominio arabo, molti arabi furono trucidati.

### Lingua e cultura

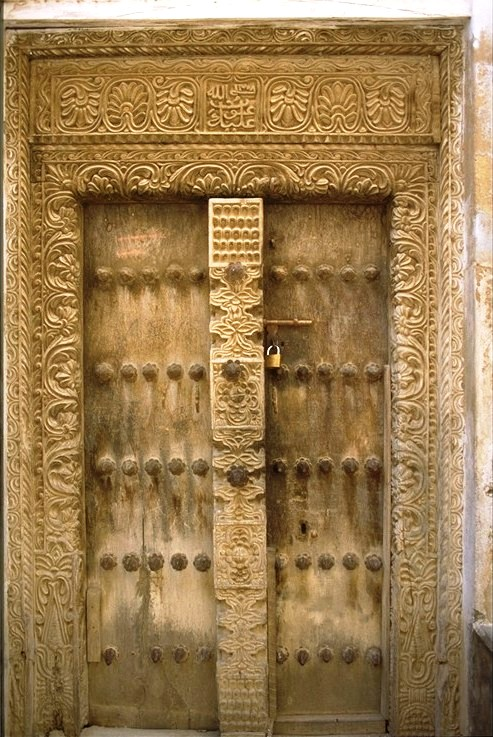
Un portone tipico di Stone Town

Zanzibar è uno dei luoghi più rappresentativi della cultura swahili, nata dall'incontro delle popolazioni bantu dell'Africa centro-orientale con le civiltà del Medio Oriente e dell'Asia, e in particolare di Oman, della Persia, e dell'India. La popolazione parla prevalentemente swahili, ma anche l'inglese è molto diffuso.
Gran parte del patrimonio architettonico, artistico e culturale di Zanzibar è concentrato nella città principale di Stone Town, dove si trovano gli antichi palazzi dei sultani (tra cui Beit el-Sahel e il Palazzo delle Meraviglie), le fortificazioni del periodo omanita, numerose moschee e altri luoghi di culto, e numerosi altri importanti esempi di architettura swahili. Stone Town è anche la capitale del taarab, il genere musicale più tradizionale della cultura swahili, che unisce testi in lingua swahili e melodie, ritmi e strumenti di ispirazione araba e indiana.
La cucina zanzibari è rinomata per le sue insolite combinazioni di sapori, che riflettono il passato movimentato dell'isola e dell'arcipelago, affiancando e combinando ricette arabe, indiane ed europee, spesso modificate per adattarsi ai prodotti alimentari tipici del luogo, legati sia alla tradizione costiera (pesce e frutti di mare) che alla produzione agricola da esportazione (spezie, frutta tropicale).

## Economia

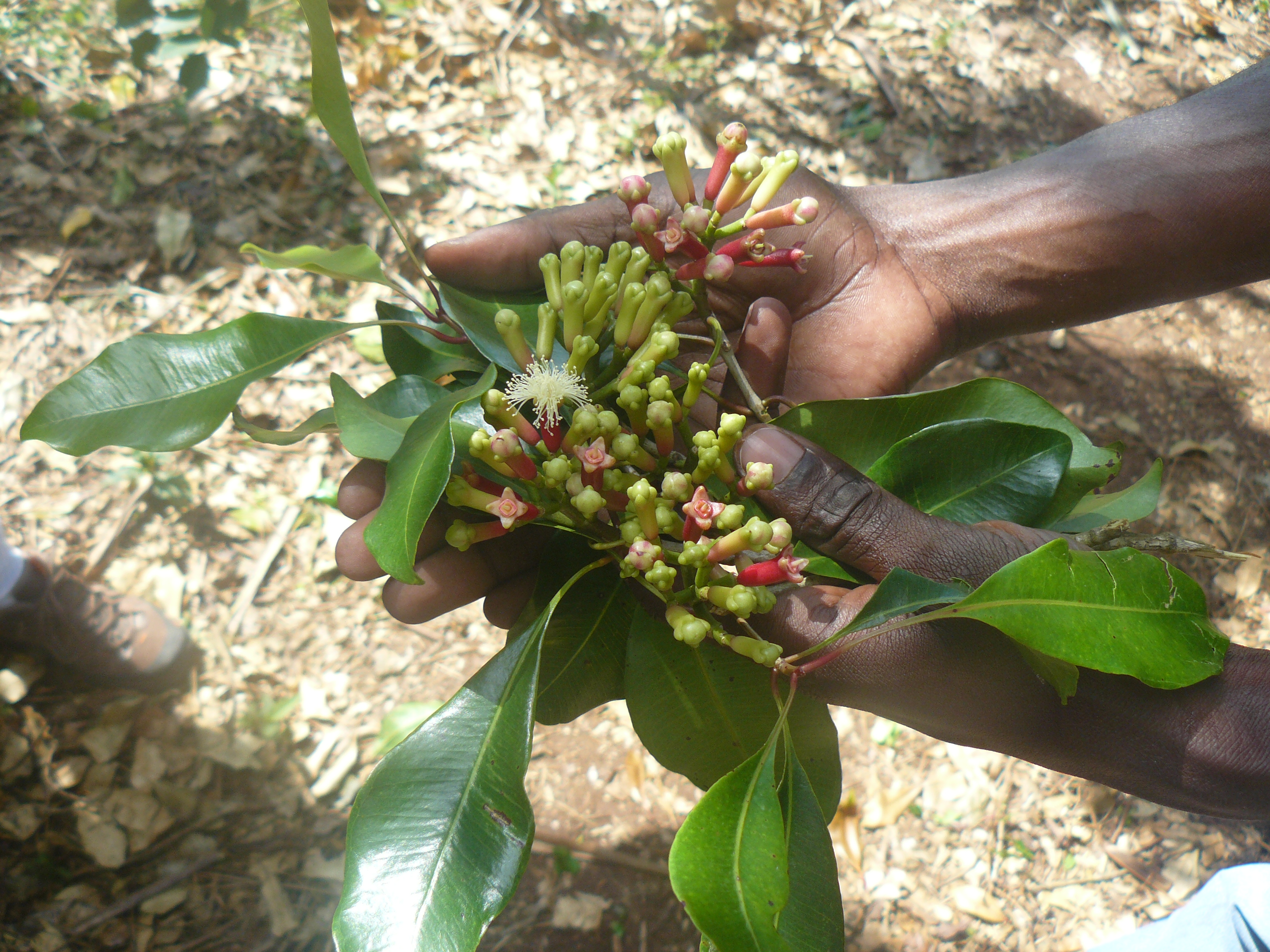
Chiodi di garofano

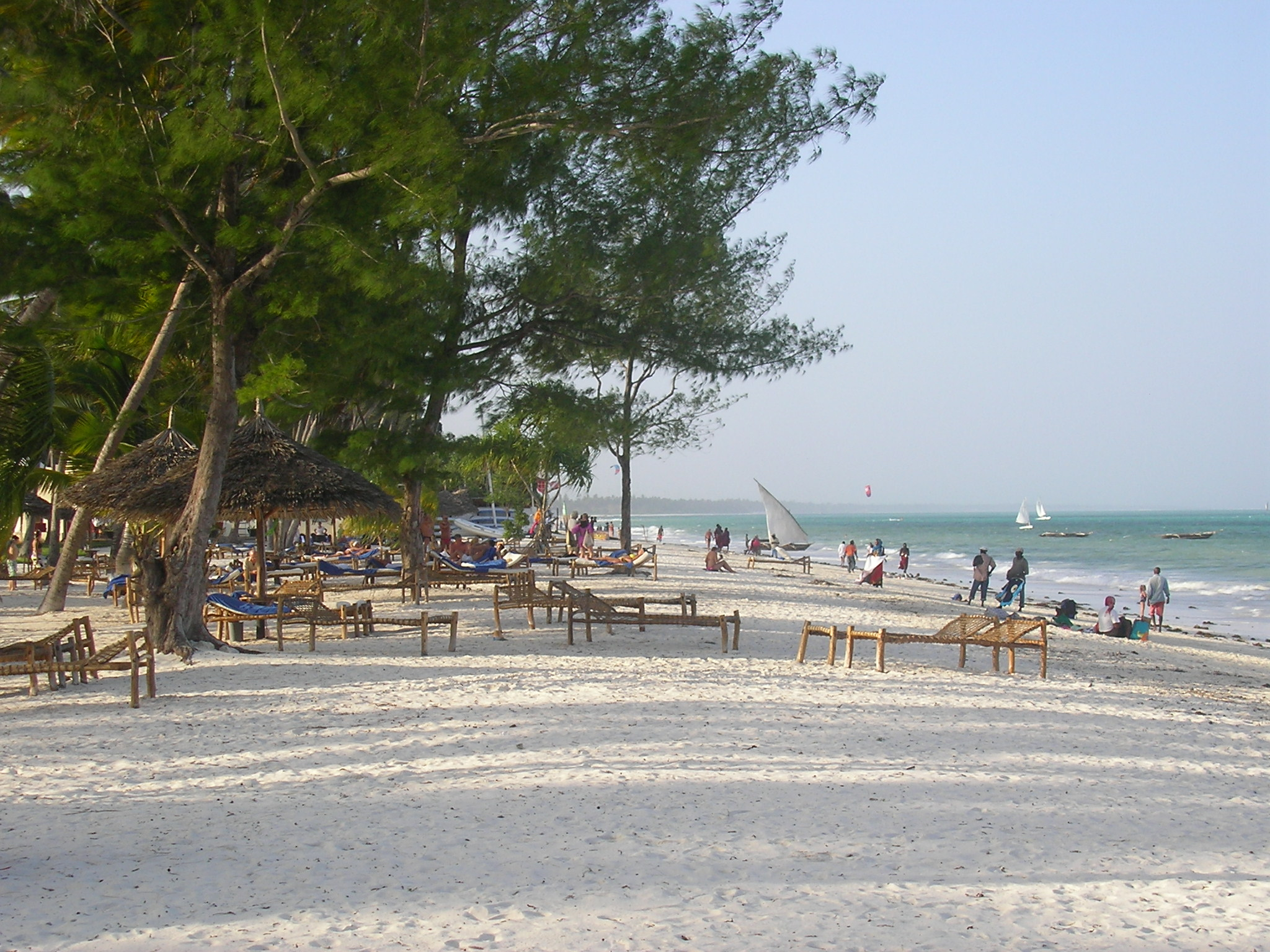
Tipica spiaggia ad Est Zanzibar

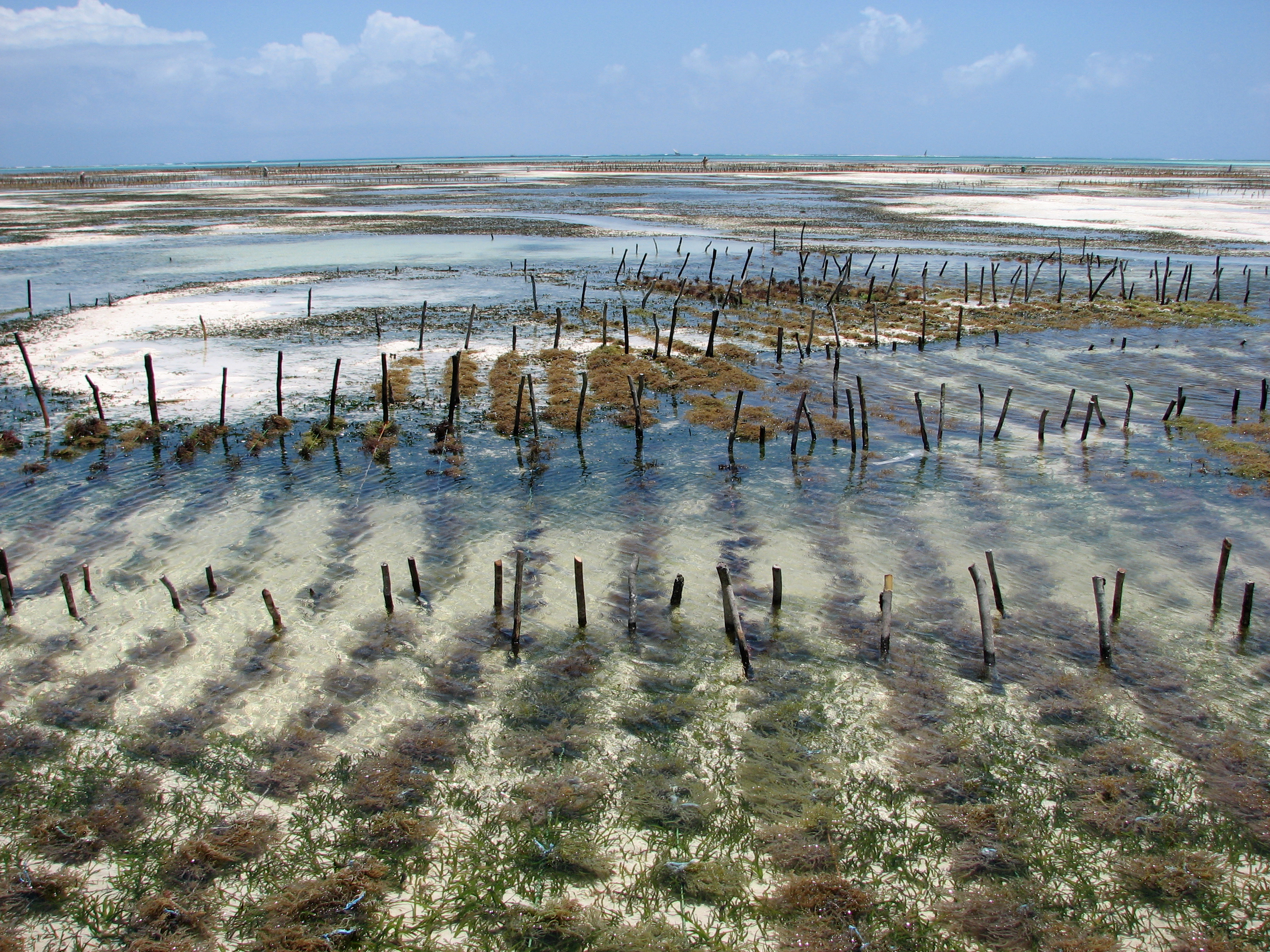
Coltivazione delle alghe rosse a Jambiani

L'arcipelago di Zanzibar è fin dall'antichità un importante produttore ed esportatore di spezie, con un primato mondiale relativamente alla produzione di chiodi di garofano. A partire dagli anni settanta il crollo del prezzo delle spezie dovuto alla globalizzazione, e una cattiva gestione interna della produzione, hanno portato Zanzibar a essere quasi tagliata fuori da questo mercato, che è oggi in gran parte appannaggio dell'Indonesia. Ciononostante, la produzione di chiodi di garofano, assieme a quella di rafia, rimane una delle voci più importanti dell'economia zanzibari.
A partire dagli anni 1990, Zanzibar ha conosciuto un rapido sviluppo del settore turistico, il cui volume d'affari è aumentato del 16% annuo dal 1992 al 2002 ed è tuttora in espansione. Il governo di Zanzibar ha dichiarato esplicitamente di voler rendere Zanzibar "una delle principali destinazioni turistiche dell'Oceano Indiano" e la Commissione per il Turismo di Zanzibar, un organo appositamente creato, si è data l'obiettivo di valorizzare la natura esotica e la varietà di attrazioni di Zanzibar. L'arcipelago dispone tra l'altro di lunghe spiagge tropicali e coralline, attrazioni storiche e aree naturali protette. La prossimità del Kenya e della Tanzania continentale, che hanno un'industria turistica già ben avviata, favorisce l'afflusso di turisti anche verso Zanzibar.
L'industria del turismo sta rapidamente sviluppandosi, sia nei dintorni di Stone Town, sia sulla costa orientale dell'isola; e alcune spiagge, come quella di Jambiani, hanno acquisito negli ultimi anni una grande visibilità e notorietà a livello internazionale.
Dal 1988 ha cominciato a diffondersi sia a Unguja che a Pemba la coltivazione di "alghe rosse" (Eucheuma spp.), importate dalle Filippine. La produzione di alghe è destinata all'esportazione; esse vengono impiegate nell'industria alimentare (per produrre l'addensante noto come carragenina) e nell'industria dei cosmetici.
Molte delle attività economiche di Zanzibar sono danneggiate dalla carenza di infrastrutture affidabili. Per esempio, fra maggio 2008 e marzo 2010 l'isola ha subito due importanti black-out della durata complessiva di diversi mesi, con forti ripercussioni sulla già fragile economia locale.

## Aeroporto internazionale

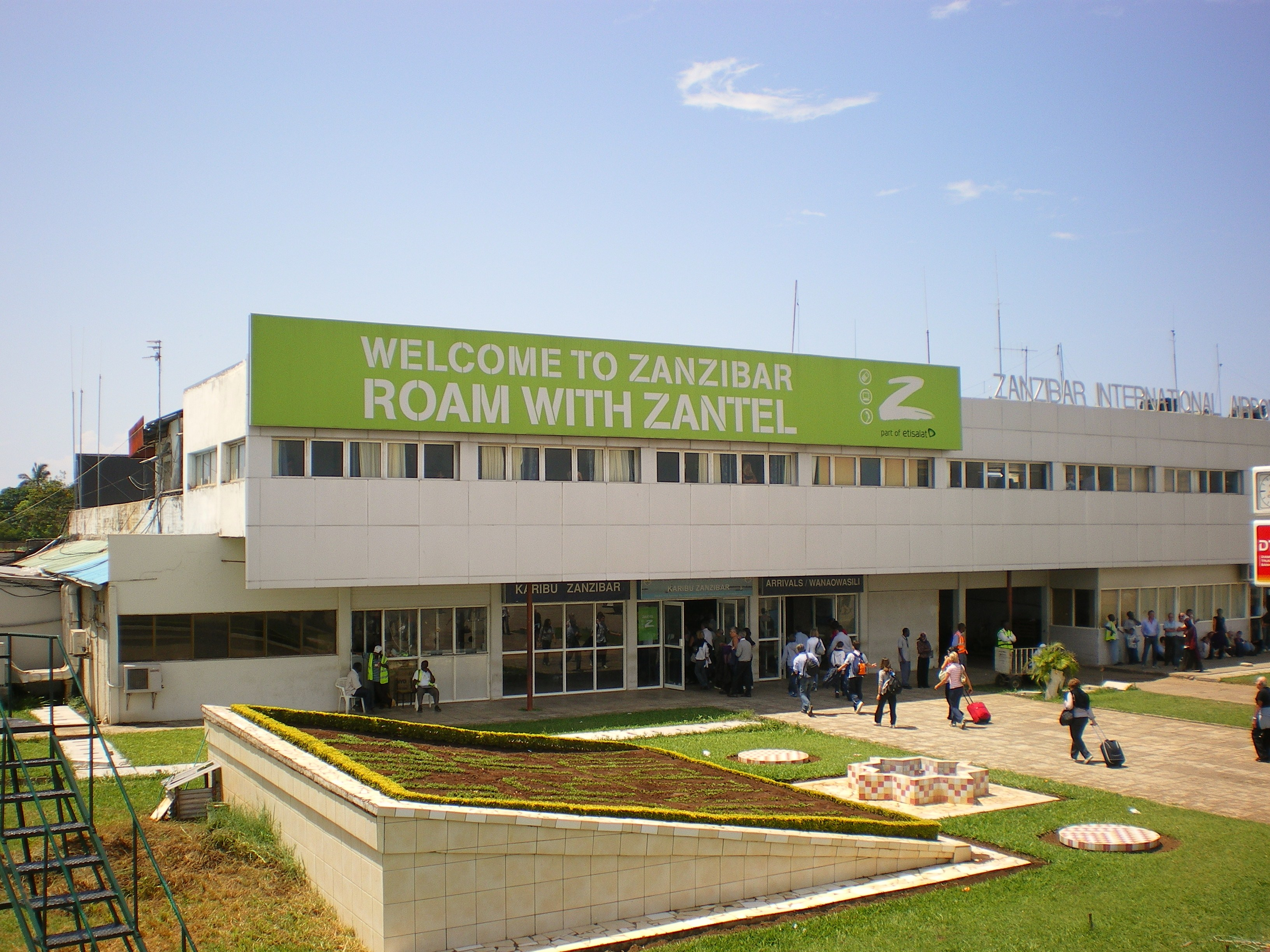
Aeroporto di Zanzibar

L'aeroporto Abeid Amani Karume è il principale aeroporto nell'arcipelago di Zanzibar, situato sull'isola di Unguja. Si trova a circa 5 chilometri a sud di Stone Town, la capitale, e ha voli per l'Africa orientale, l'Europa e il Medio Oriente.
In precedenza era noto come aeroporto Kisauni: è stato ribattezzato nel 2010 in onore di Abeid Amani Karume, primo presidente dell'isola.

## Istruzione
Nel 2000 si contavano a Zanzibar 207 scuole pubbliche e 118 private. Ci sono tre istituti universitari: la Zanzibar University, la State University of Zanzibar (SUZA) e il Chukwani College of Education. La SUZA, fondata nel 1999 con sede a Stone Town, è l'unica università pubblica. Nel 2004 contava 948 iscritti, di cui 207 di sesso femminile.
Il sistema scolastico di Zanzibar è regolamentato in modo diverso da quello della Tanzania continentale. La scuola dell'obbligo (gratuita) dura dieci anni anziché sette. Nonostante la maggiore scolarizzazione, gli studenti di Zanzibar ottengono mediamente risultati inferiori rispetto a quelli del continente nei test nazionali. Fino agli anni novanta alla scuola seguiva un periodo di servizio civile obbligatorio, oggi diventato volontario.

## Zanzibar International Film Festival
Si tiene annualmente a Zanzibar, un festival cinematografico comunemente considerato uno dei più importanti eventi culturali dell'Africa orientale. Il principale centro del festival è Stone Town, ma per l'occasione vengono anche organizzate proiezioni di film in centri urbani più piccoli, inclusi centri rurali.

## Fauna

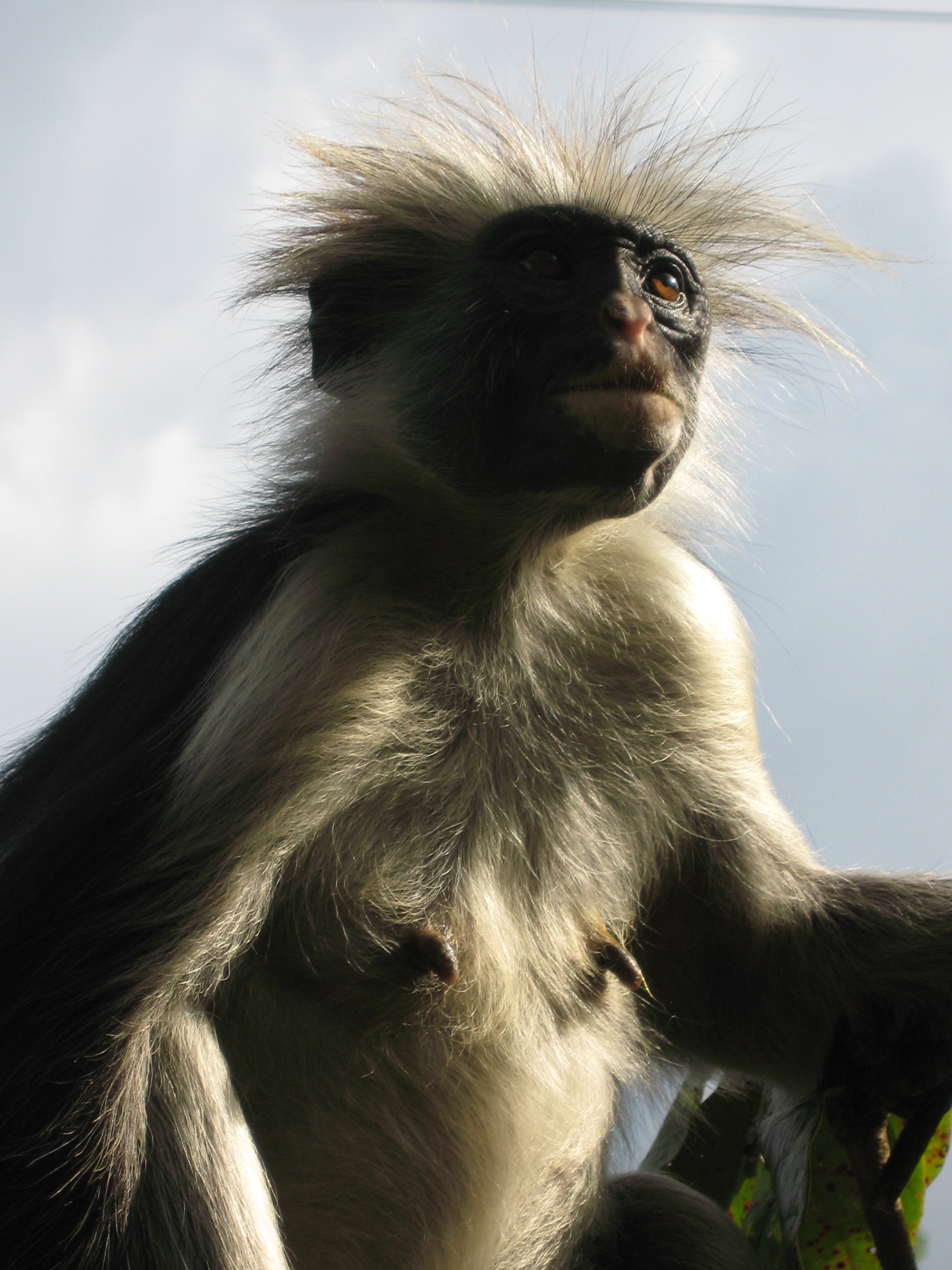
Il colobo rosso di Zanzibar, un raro primate endemico di Unguja

Le isole di Zanzibar (e in particolare Unguja) erano connesse al continente durante l'ultima era glaciale, e di conseguenza la loro fauna è strettamente correlata a quella del continente, pur con alcune differenze che riflettono il successivo isolamento. La specie endemica più nota di Unguja è il colobo rosso di Zanzibar (Procolobus kirkii), uno dei primati africani più rari, con una popolazione totale stimata intorno ai 1500 esemplari, un terzo dei quali si trova nella foresta di Jozani. Differisce dai colobi continentali per pelliccia, abitudini alimentari e richiamo. Sono endemici di Unguja anche il leopardo di Zanzibar (ritenuto estinto sino ad un avvistamento nel 2017) e la genetta servalina di Zanzibar (Genetta servalina archeri).
Anche la fauna di Pemba differisce da quella del continente per via del prolungato isolamento. La specie endemica più nota dell'isola è la volpe volante di Pemba (Pteropus voeltzkowi).
La fauna delle poche aree di foresta rimaste include una varietà di altre specie presenti anche nel continente, come diverse specie di scimmie, cinghiali, civette e manguste e piccole antilopi. L'arcipelago è anche caratterizzato da una ricchissima avifauna e, specialmente in alcune aree, dalla presenza di numerosissime specie di farfalle tropicali. Non ci sono animali selvatici di grandi dimensioni, né grandi predatori.

## Clima
La posizione geografica equatoriale provoca una bassa escursione termica durante l'anno solare generando temperature medie intorno ai 25 °C. Il clima a Zanzibar è suddiviso in quattro stagioni principali, due secche e due piovose. Le stagioni secche vanno da dicembre a febbraio e da giugno ad ottobre e sono le più calde con temperature che vanno anche oltre 30 °C, mentre le stagioni piovose riguardano i mesi che vanno da marzo a maggio ed il mese di novembre e sono caratterizzate da temporali frequenti e improvvisi.

## Sport
Uno dei retaggi del lungo periodo di dominazione britannica di Zanzibar è la grande popolarità del calcio. Zanzibar ha un proprio campionato e una propria nazionale (peraltro non ancora riconosciuta dalla FIFA).